# South Sudan Oyee!
"South Sudan Oyee!" (en español: ¡Sudán del Sur, Hurra!) es el himno nacional de Sudán del Sur. El himno fue seleccionado por el Comité de Sudán del Sur para el Himno Nacional del Ejército de Liberación del Pueblo de Sudán (ELPS) tras el lanzamiento de un concurso para encontrar un himno nacional en agosto de 2010, pocos meses antes del referéndum de independencia que se celebró en enero de 2011. El comité recibió 49 candidaturas para el himno cuyo título provisional fue "La tierra de Kush". La música de "¡Sudán del Sur, Hurra!" fue compuesta por estudiantes y profesores de la Universidad de Yuba.

## Letra
| Original Oh God We praise and glorify you For your grace on South Sudan, Land of great abundance Uphold us united in peace and harmony. Oh motherland We rise raising flag with the guiding star And sing songs of freedom with joy, For justice, liberty and prosperity Shall forever more reign. Oh great patriots Let us stand up in silence and respect, Saluting our martyrs whose blood Cemented our national foundation, We vow to protect our nation Oh God bless South Sudan. | Traducción Oh Dios, te alabamos y glorificamos por tu gracia sobre Sudán del Sur, tierra de gran abundancia. Manténnos unidos en paz y armonía. Oh patria, nos alzamos al izar la bandera de la estrella polar y cantamos alegremente canciones de libertad, y así la justicia, la libertad y la prosperidad reinarán por siempre. Oh grandes patriotas, pongámonos de pie en silencio y con respeto, saludando a nuestros mártires, cuya sangre cimentó la fundación de nuestra nación. Juramos proteger a nuestra nación Oh Dios, bendice Sudán del Sur. |